# Богданы (Черниговская область)
Богда́ны (укр. Богдани) – село, расположенное на территории Варвинского района Черниговской области (Украина). Расположено на реке Журавка. В селе действует сельскохозяйственное предприятие.